# Marie-Catherine Silvestre
Marie-Catherine Silvestre, nascida Marie-Catherine Hérault (1680-1743) foi uma pintora francesa.
Nascida em Paris, Silvestre, foi a filha de Charles-Antoine Hérault e Marie-Geneviève, que foram seus primeiros professores. Em 1706 ela se casou com o pintor Louis de Silvestre, mudando-se com ele em 1716 para Dresden. A filha do casal, Marie-Maximilienne, tornou-se um pastelista. Silvestre morreu em Dresden, um ano antes de seu marido se aposentar e retornar a Paris. Suas obras que permaneceram indicam a influência de Rosalba Carriera.